# Fatḥa

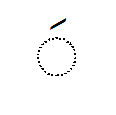
Le fatḥa placé sur un cercle pointillé

Le fatḥa (فَتْحَةٌ en arabe, littéralement « ouverture ») est un signe diacritique de l’écriture arabe indiquant la vocalisation brève [a] de la lettre qu’il modifie. Il est composé d’un trait placé au-dessus de la lettre.
Ses caractères Unicode sont 0640 et 064E.